# Anna Hand
Anna „Anni“ Hand geborene Planer oder Plaser (* 22. Dezember 1911 in Wien; † 10. Mai 1987 ebenda) war eine österreichische Widerstandskämpferin und KPÖ-Funktionärin.

## Leben

### Jugend und Inhaftierung im KZ Ravensbrück
Anna Hand wuchs in einer Wiener Arbeiterfamilie auf, absolvierte nach ihrer Matura eine Bürolehre und war mit dem Wiener Lehrer Carl Hand verheiratet; dieser wurde am 14. August 1942 vom französischen Sammellager Drancy in das KZ Auschwitz deportiert und dort ermordet.
Hand war Mitglied der Sozialdemokratischen Arbeiterpartei und nach den Februarkämpfen 1934 im kommunistischen Widerstand für die KPÖ aktiv, sowohl gegen das austrofaschistische als auch nach dem „Anschluss“ Österreichs gegen das nationalsozialistische Regime. Da ihr Ehemann Jude war, musste das Ehepaar nach Belgien emigrieren. Auch hier war sie aktiv im Widerstand und arbeitete unter anderem mit Auguste Bailly, Hertha Fuchs-Ligeti, Lotte Brainin und Hedwig Urach zusammen. Sie kehrte, als Fremdarbeiterin getarnt, nach Wien zurück, wurde 1942 verhaftet und 1943 in das KZ Ravensbrück deportiert. Dort arbeitete sie zusammen mit Ilse Hunger und Maria Berner als Funktionshäftling im Büro „Arbeitseinsatz“, in dem Listen der Inhaftierten für Arbeitskommandos und Transporte zusammengestellt wurden. Durch Manipulation der Listen und Fälschungen von Karteikarten gelang es den drei Frauen, andere KZ-Inhaftierte zu retten. Unter anderem verschafften sie den Widerstandskämpferinnen Lisa Gavric, Antonie Lehr, Gerty Schindel und Edith Rosenblüth falsche Identitäten und halfen diesen so, auf einen Transport des Roten Kreuzes im Rahmen der Rettungsaktion der Weißen Busse nach Schweden zu entkommen.

### Nachkriegszeit
Zusammen mit Maria Berner, Mali Fritz und Hermine Nierlich-Jursa konnte Anna Hand am 30. April 1945 während des Todesmarsches aus dem KZ Ravensbrück fliehen. In Wien lebte sie bis zu ihrem Lebensende mit ihrer Lebensgefährtin Maria Berner zusammen. Das Paar adoptierte die 1946 geborene Ilse und zog sie gemeinsam auf. Die Adoption wurde zunächst von den Behörden abgelehnt, da man angeblich einer ehemaligen Inhaftierten kein Kind anvertrauen könne. Nach Protesten ehemaliger KZ-Inhaftierter und mit Unterstützung eines Anwalts gelang dies jedoch.
Kurz nach der Rückkehr nach Wien arbeitete Anna Hand hauptberuflich für die KPÖ, während Maria Berner für das Frauenreferat der KPÖ tätig war. 1945 verfasste Hand zusammen mit Maria Berner, Antonia Bruha und Irma Trksak die Broschüre Frauen-Konzentrationslager Ravensbrück. Geschildert von Ravensbrücker Häftlingen, in der sie über ihre KZ-Erfahrungen berichteten. Mit anderen ehemaligen KZ-Inhaftierten gründete sie 1947 die Österreichische Lagergemeinschaft Ravensbrück und FreundInnen (ÖLGR). Im ersten Ravensbrück-Prozess vom 5. Dezember 1946 bis zum 3. Februar 1947 sagte sie gegen 16 Angeklagte des KZ Ravensbrücks als Zeugin aus. Außerdem war sie Mitglied im Wiener Landespräsidium des österreichischen KZ-Verbandes.
Erst 1971 wurden in Österreich lesbische Handlungen entkriminalisiert (vgl. Homosexualität in Österreich).

## Gedenken
Anna Hand wurde auf dem Wiener Zentralfriedhof Gruppe 138, Reihe 8, Nummer 23 in einem gemeinsamen Grab mit ihrer Lebensgefährtin Maria Berner bestattet.
Am 7. Oktober 2008 wurde im Wiener Bezirk Landstraße der Anna-Hand-Weg nach ihr benannt.